# 发展方程
发展方程（英語：Evolution equation）是應用數學的一種偏微分方程，主要分為以下三類：
- 线性发展方程
- 分数阶发展方程
- 非线性发展方程

而從方程的結果來分類，發展方程亦可分為分散（dispersive）及非分散（non-dispersive）兩個類型。
「發展方程」這個名稱只是一種通稱，廣泛用於各個範疇，因此在外間除了中國大陸以外，很少單獨使用其通稱，而是在各自範疇使用有關方程式的應用名稱。

## 參看
- 克莱因-戈尔登方程
- 熱傳導方程式
- 薛定谔方程
- 半群